# فن‌کات
فن‌کات (به انگلیسی: Fancott) یک روستا در بریتانیا است که در بدفوردشر مرکزی واقع شده‌است.